# Aubinyà
Aubinyà, ook gespeld als Auvinyà (en vroeger Albinyà), is een dorp in de zuidelijkste Andorrese parochie Sant Julià de Lòria en telde 182 inwoners (2009).
Het aantal inwoners neemt langzaam toe en bedroeg 221 in het jaar 2017..
Het dorp beschikt over enkele hotels, restaurants en bars.

## Bezienswaardigheden
- De Sint-Romanuskerk (Catalaans: església de Sant Romà d'Aubinyà)

Quarts: Aixirivall · Aubinyà · Bixessarri · Fontaneda · Nagol · Sant Julià de Lòria

Overige kernen: Aixovall · Certers · Juverri · La Muxella · Les Pardines · Llumeneres · Mas d'Alins